# Il delinquente del rock and roll
Il delinquente del rock and roll (Jailhouse Rock) è un film del 1957 diretto da Richard Thorpe, distribuito dalla MGM, a partire dal 30 ottobre, benché il reale debutto della pellicola sia avvenuto in realtà alcuni giorni prima, il giorno 21.
Il ruolo di protagonista della pellicola è interpretato da Elvis Presley, alla sua terza esperienza cinematografica in qualità di attore. L'attrice coprotagonista Judy Tyler rimase vittima di un fatale incidente stradale poche settimane dopo il termine delle riprese. Presley rimase scioccato dall'accaduto al tal punto che in seguito si rifiutò sempre di visionare il film.
L'opera pone l'accento su tutta quella fenomenologia, tipica del mondo dello show business che all'epoca ruotava attorno all'ambiente degli artisti, e più in generale a quello della musica, tracciandone un ritratto tagliente e impietoso.
Peculiarità del film è solitamente considerata la sequenza durante la quale Presley interpreta il brano Jailhouse Rock, cantando e danzando insieme agli altri "galeotti", all'interno di un set televisivo che richiama visivamente la struttura di un carcere. Tale sequenza, caratterizzata da una coreografia di notevole effetto, viene considerata dai critici del settore e dai fan del cantante la miglior scena musicale fra tutte quelle da lui interpretate, ed è anche  considerata da alcuni critici musicali il primo prototipo dei video musicali odierni. La stessa sequenza è stata anche riprodotta e omaggiata dalla cantante Britney Spears, durante la sua esibizione agli MTV Video Music Awards, che si è svolta nel 2007.
Nel 2004 la pellicola è stata scelta per la conservazione nell'archivio appartenente alla Biblioteca del Congresso degli Stati Uniti, il National Film Registry.
Nel 2008 la pellicola è stata inclusa nell'elenco stilato dalla redazione della rivista Empire'', contenente la graduatoria delle cinquecento migliori pellicole girate in ogni tempo, definito I migliori 500 di sempre.

## Trama

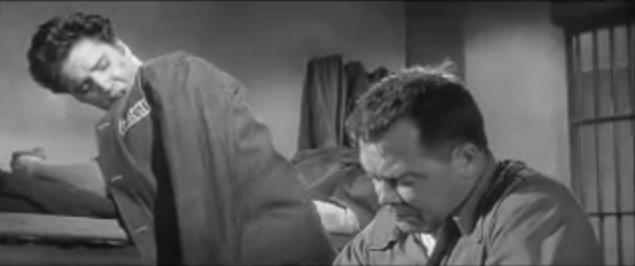
Elvis e Shaughnessy in una scena del film

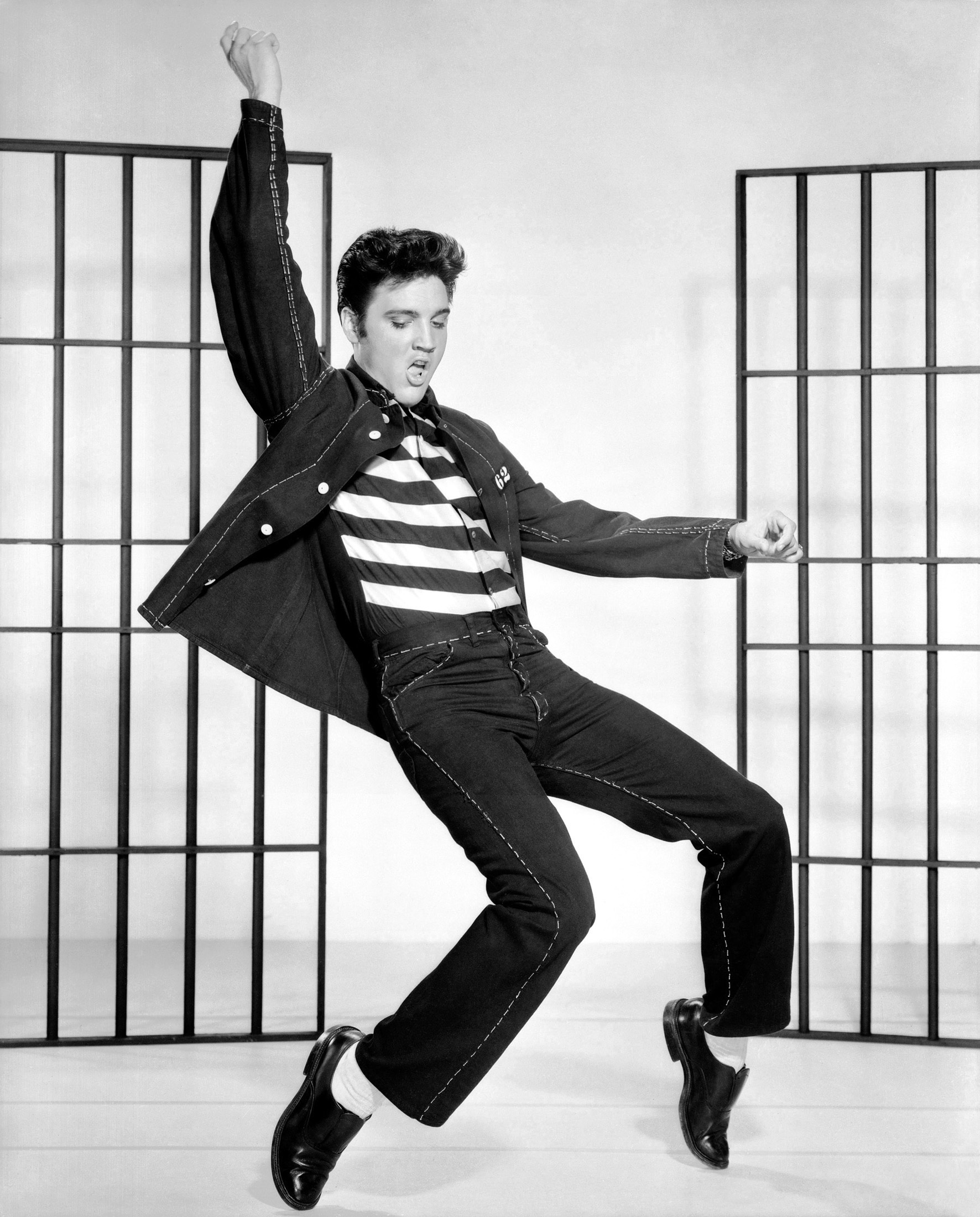
Elvis in una foto promozionale per il film

Il giovane e bellicoso Vince Everett durante una scazzottata che avviene in un locale equivoco uccide involontariamente un uomo e in conseguenza di ciò viene arrestato e rinchiuso in carcere, luogo dove conosce Hank Houghton, un cantante country detenuto assieme a lui e caduto in disgrazia a causa di una donna, che intuendo le sue potenzialità, gli insegna a cantare e a suonare la chitarra.
Vince, durante il suo periodo di detenzione, si esibisce in uno show televisivo organizzato dal direttore del carcere, al quale partecipa anche Hank, ma egli, fautore di uno stile ormai completamente sorpassato, è totalmente ignorato dal pubblico televisivo, mentre Vince, fautore di uno stile innovativo, riscuote un successo strepitoso.
Tuttavia le innumerevoli lettere che Vince riceve dalle sue numerose fan vengono fatte censurare da Hank, invidioso del suo successo, e che per motivi di anzianità, gode di maggior credito presso il personale del carcere.
Scontata la pena e uscito di prigione, Vince tenta di farsi strada come cantante, ma si rende conto che le difficoltà da superare sono molteplici, poiché attorno al mondo dello spettacolo spesso gravitano personaggi quantomeno sleali e disonesti, e lui, fiducioso e inesperto, ne fa le spese.
Vince, durante il suo vagabondare tra case discografiche e sale di incisione, casualmente conosce una giovane e attraente talent scout, Peggy Van Alden, che oltre a credere nel suo talento musicale, si innamora di lui e successivamente lo aiuta a muovere i primi passi nel difficile mondo dello spettacolo.
Dopo qualche tempo si rifà vivo anche Hank, che ha finalmente finito di scontare la sua pena, il quale riallaccia i rapporti con Vince, ed inizia a collaborare con lui e con Peggy.
Entrambi aiuteranno Vince a muoversi con destrezza nel difficile, spietato ed insidioso mondo dello star-system, e grazie all'aiuto ed ai consigli di Peggy e di Hank, Vince riesce in poco tempo a valorizzare al massimo il suo notevole talento musicale, a trarne il massimo vantaggio e a diventare rapidamente una grande star del rock and roll.
Tuttavia egli, accecato dalla fama e dal successo raggiunti in modo così fulmineo, ben presto si dimostra un ingrato e un irriconoscente nei confronti di coloro che lo avevano aiutato quando ancora non era nessuno, e avevano creduto in lui.
A causa dell'atteggiamento assunto da Vince nei suoi confronti, durante una discussione che avviene tra i due, Hank perde le staffe e lo colpisce violentemente con un pugno alla gola, causandogli una lesione alle corde vocali, facendogli perdere momentaneamente la voce, e di conseguenza mettendo a rischio la prosecuzione della sua carriera.
In ospedale Vince si renderà conto degli errori che ha commesso e, sinceramente pentito, tenterà di ricucire i rapporti con le persone che l'hanno aiutato durante la sua scalata al successo, e gli hanno reso possibile il raggiungimento della fama e della celebrità.

## Produzione

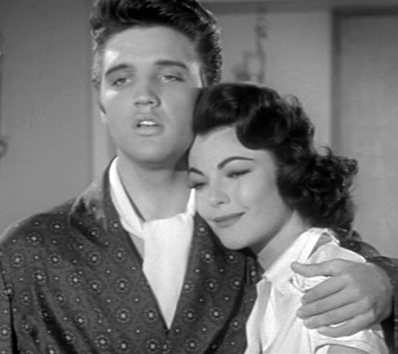
Elvis e la co-protagonista Judy Tyler, scomparsa a causa di un incidente stradale subito dopo il termine delle riprese

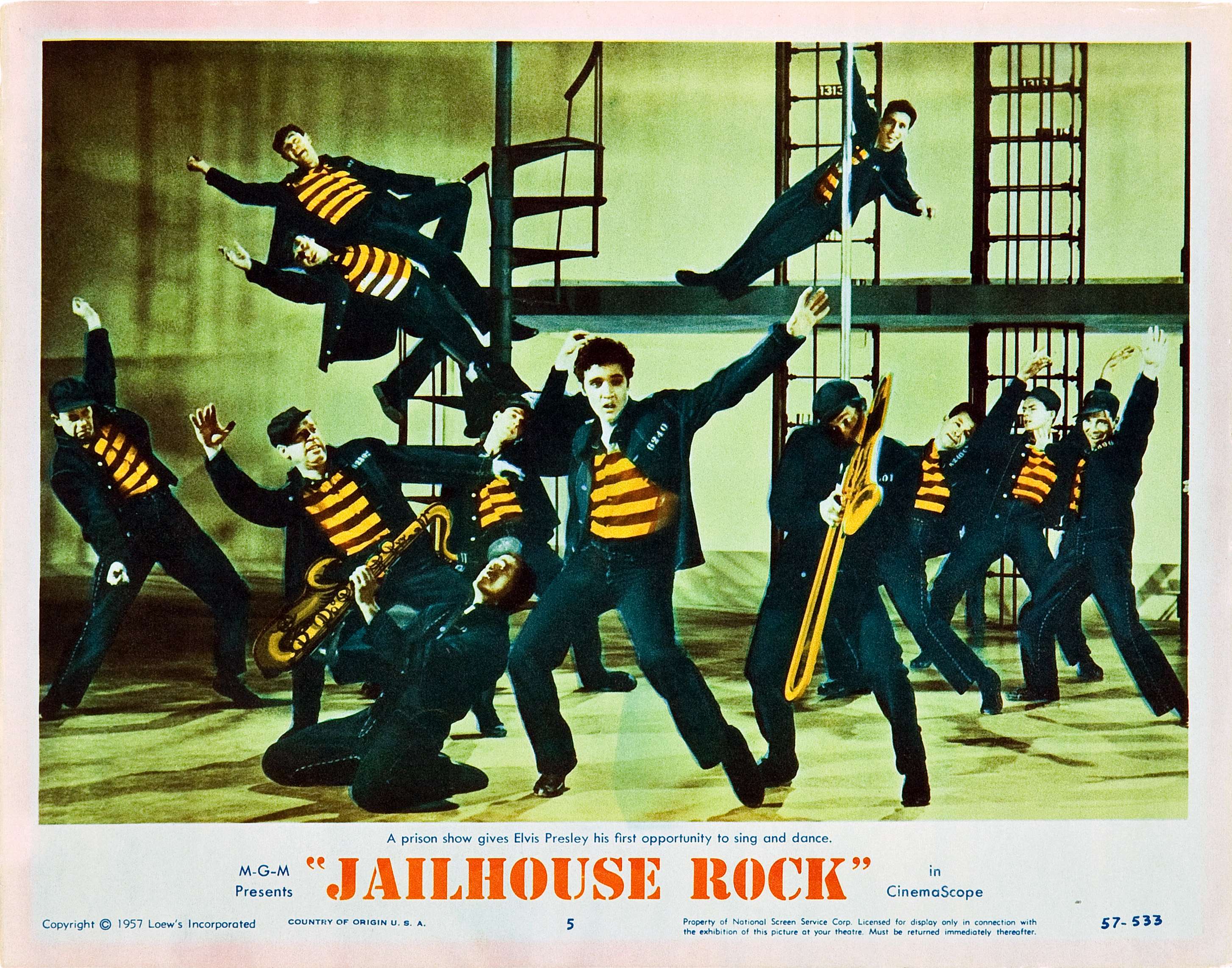
Una locandina del film con la celebre scena del ballo sulle note di Jailhouse Rock

Il delinquente del rock and roll fu il terzo film di Presley e il primo per la MGM. Le riprese si svolsero presso gli MGM Studios (ora Sony Pictures Studios) a Culver City, California. Girato in bianco e nero, il film fu la prima produzione che la MGM filmò in 35 mm anamorfico con la tecnologia recentemente introdotta dalla Panavision. Il titolo originario della pellicola doveva essere The Hard Way, fu poi cambiato in Jailhouse Kid prima che la MGM scegliesse il definitivo Jailhouse Rock. Il film non venne indicato tra le prossime uscite dello studio sulla rivista Variety, perché la sceneggiatura era basata su una storia originale di Nedrick Young, uno sceneggiatore inserito nelle liste nere di Hollywood. In aggiunta, lo studio tradizionalmente non produceva copioni originali che non fossero adattamenti di opere già di successo come romanzi o drammi teatrali. Per la regia del progetto la produzione scelse Richard Thorpe, che aveva la reputazione di essere un "artigiano veloce".
La prima scena ad essere girata fu la sequenza di ballo sulle note di Jailhouse Rock. Alex Romero creò una coreografia ispirandosi ai film di Fred Astaire e Gene Kelly. Inizialmente Presley non era convinto della coreografia di Romero, quindi il giorno successivo Romero suonò della musica e chiese a Elvis di ballare, lasciandolo libero di utilizzare i movimenti da lui voluti per la scena.
Le riprese ebbero inizio il 13 maggio 1957, con la nuova coreografia. Durante la scena del ballo, una delle capsule dentali di Presley si staccò e gli cadde in gola. Egli fu portato al Cedars of Lebanon Hospital, dove la capsula venne rimossa. La lavorazione del film riprese il giorno seguente e terminò il 17 giugno 1957. Il delinquente del rock and roll fu l'ultimo film di Judy Tyler; due settimane dopo il termine delle riprese, morì nel corso di un incidente d'auto insieme al marito. Presley, scosso dalla morte dell'attrice, non partecipò alla prima del film.
In Italia il film fu distribuito il 25 marzo 1958.

## Colonna sonora
Le canzoni del film sono: Jailhouse rock, Young and beautiful, I want to be free, Don't leave me now, Baby I don't care, Treat me nice. Le prime cinque vennero all'epoca pubblicate sull'EP a 45 giri "Jailhouse rock" (EPA 4114); l'ultima venne emessa come lato B del singolo "Jailhouse rock" (47-7035). Tutti i titoli, inclusa qualche versione alternativa, vennero pubblicati nel 1988 sulla raccolta "Essential Elvis Vol. 1".
Nel 1997 venne ristampato con l'aggiunta di versioni alternative ed i brani del film Fratelli rivali ed alcune relative versioni alternative.